# Peter Bläser
Peter Bläser (* 28. Juli 1910 in Löntrop; † 4. September 1994 in Arnsberg) war ein deutscher katholischer Theologe.

## Leben
Nach dem Schulabschluss trat er in den Missionsorden vom heiligsten Herzen Jesu ein und wurde 1937 zum Priester geweiht. 1940 folgte seine Promotion zum Dr. theol. an der Universität Münster mit der Arbeit „Das Gesetz bei Paulus“ (Aschendorff, Münster 1941). Er dozierte zunächst an der Ordenshochschule in Oeventrop, dann von 1958 bis 1982 am Johann-Adam-Möhler-Institut in Paderborn, wo er zuerst Sektionsleiter war und später Leitender Direktor. 1960 wurde er außerordentlicher Professor für Ökumenische Theologie an der Theologischen Fakultät Paderborn und am 31. März 1982 emeritiert.
Ein Höhepunkt seines Wirkens waren die „Fragen eines katholischen Christen an die evangelische Kirche“, die 1966/1967 in diversen Zeitschriften veröffentlicht wurden und als Auftakt für den ökumenischen Dialog nach dem Zweiten Vatikanischen Konzil dienten. Sie wurden von vielen aufgegriffen und stellten Weichen für den darauffolgenden Diskurs.

## Schriften (in Auswahl)
- Das Gesetz bei Paulus. Münster 1941[3].
- Rechtfertigungsglaube bei Luther. Münster in Westfalen 1953[4].
- Dialog konkret. Fragen und Antworten zwischen den Konfessionen. Bergen-Enkheim bei Frankfurt am Main 1967.
- Amt und Eucharistie. Paderborn 1973.